# Sande (Marco de Canaveses)
Sande é uma povoação portuguesa do Município de Marco de Canaveses que foi sede da extinta Freguesia de Sande, freguesia que tinha 8,54 km² de área e 1 882 habitantes (2011), e, por isso, uma densidade populacional de 220,4 hab/km².
A Freguesia de Sande foi extinta (agregada) pela reorganização administrativa de 2013, tendo o seu território sido agregado ao da Freguesia de na freguesia de São Lourenço do Douro para criar a Freguesia de Sande e São Lourenço do Douro.
Sande situa-se na vertente meridional de Castro Boi, a 15 km da sede municipal e ocupa uma área aproximada de 850 ha. 

## População
Segundo os últimos dados do I.N.E., a população é de 1882 em 2011. A distribuição da população pelos diversos grupos etários era, no ano de 1991, relativamente equilibrada: 375 indivíduos tinham idades compreendidas entre os 25 e os 64 anos, face a 216 com idades até aos quatorze anos e a 208 pessoas pertencentes ao escalão etário dos 15 aos 24 anos. 	
| População da freguesia de Sande | População da freguesia de Sande | População da freguesia de Sande | População da freguesia de Sande | População da freguesia de Sande | População da freguesia de Sande | População da freguesia de Sande | População da freguesia de Sande | População da freguesia de Sande | População da freguesia de Sande | População da freguesia de Sande | População da freguesia de Sande | População da freguesia de Sande | População da freguesia de Sande | População da freguesia de Sande |
| ------------------------------- | ------------------------------- | ------------------------------- | ------------------------------- | ------------------------------- | ------------------------------- | ------------------------------- | ------------------------------- | ------------------------------- | ------------------------------- | ------------------------------- | ------------------------------- | ------------------------------- | ------------------------------- | ------------------------------- |
| 1864                            | 1878                            | 1890                            | 1900                            | 1911                            | 1920                            | 1930                            | 1940                            | 1950                            | 1960                            | 1970                            | 1981                            | 1991                            | 2001                            | 2011                            |
| 1 513                           | 1 531                           | 1 516                           | 1 443                           | 1 566                           | 1 634                           | 2 100                           | 1 850                           | 2 030                           | 1 973                           | 2 070                           | 2 261                           | 2 204                           | 2 009                           | 1 882                           |

| Distribuição da População por Grupos Etários | Distribuição da População por Grupos Etários | Distribuição da População por Grupos Etários | Distribuição da População por Grupos Etários | Distribuição da População por Grupos Etários | Distribuição da População por Grupos Etários | Distribuição da População por Grupos Etários | Distribuição da População por Grupos Etários | Distribuição da População por Grupos Etários | Distribuição da População por Grupos Etários |
| -------------------------------------------- | -------------------------------------------- | -------------------------------------------- | -------------------------------------------- | -------------------------------------------- | -------------------------------------------- | -------------------------------------------- | -------------------------------------------- | -------------------------------------------- | -------------------------------------------- |
| Ano                                          | 0-14 Anos                                    | 15-24 Anos                                   | 25-64 Anos                                   | > 65 Anos                                    |                                              | 0-14 Anos                                    | 15-24 Anos                                   | 25-64 Anos                                   | > 65 Anos                                    |
| 2001                                         | 421                                          | 341                                          | 966                                          | 281                                          |                                              | 21,0%                                        | 17,0%                                        | 48,1%                                        | 14,0%                                        |
| 2011                                         | 357                                          | 243                                          | 997                                          | 285                                          |                                              | 19,0%                                        | 12,9%                                        | 53,0%                                        | 15,1%                                        |

## Património
- Igreja de São Martinho (matriz)
- Antiga cadeia
- Solares de Reguengo de Lamas, da Portela, das Devesas e de Gontige
- Casas da Veiga e da Agrela
- Azenha

## Economia
A análise da distribuição populacional pelos diferentes sectores de actividade, ainda referente ao ano de 1991, revelava a preponderância do sector industrial que absorvia mais de 60% da população activa. A este sector pertencem as principais actividades geradoras de emprego, as quais têm sido alvo de investimento industrial. São elas: indústria de confecção e serração. A agricultura ocupa ainda uma parcela importante dos habitantes de Sande. A taxa de desemprego, em 1991, era de 8,8 % e afectava principalmente as mulheres de meia idade e os jovens à procura do primeiro emprego.